# Mesochorus capeki
Mesochorus capeki là một loài tò vò trong họ Ichneumonidae.